# 大日本帝国憲法第63条
大日本帝国憲法第63条（だいにほん/だいにっぽん ていこくけんぽう だい63じょう）は、第6章にある、帝国憲法制定以前につくられた租税に関する規定。

## 現在風の表記
現行の租税は、更に法律をもってこれを改めない限りは、旧来通りにこれを徴収する。